# Sexpionage
Sexpionage ist ein aus „Sex“ und „Espionage“ (englisch für Spionage) gebildetes Kofferwort. In der englischsprachigen Populärliteratur bezeichnet es die Einbeziehung von sexuellen Aktivitäten und sexuellen Beziehungen in die Arbeit von Nachrichtendiensten.

## Allgemeines
Einschlägige nachrichtendienstliche Begriffe sind:
- Honeytrap („Honigfalle“): verfängliche sexuelle Begegnung oder Situation, die zu Erpressungszwecken inszeniert wird
- Raven („Rabe“): männlicher Agent, der sexuelle Beziehungen zum Erlangen von Information nutzt
- Swallow („Schwalbe“): weibliches Pendant des Raven

In der Terminologie deutscher Geheimdienste, insbesondere der DDR, sprach man analog zu Raven und Swallow von Romeo- und Venus-Agent.
Beispiele für Mitglieder von Geheimdiensten, die Sexpionage praktiziert haben:
- Larissa Iwanowna Kronberg: sowjetische Agentin des KGB, angesetzt auf den französischen Diplomaten Maurice Dejean.
- Cheryl Ben Tov: amerikanische Agentin des Mossad, angesetzt auf den israelischen Nukleartechniker Mordechai Vanunu.

## Populärkultur
Sexpionage spielt eine nicht unerhebliche Rolle in manchen Spionagefilmen und -romanen.
Am bekanntesten sind die Bücher und Filme um den britischen Geheimagenten James Bond, wo Bond im Rahmen der Handlung öfters als Raven agiert, so zum Beispiel in Liebesgrüße aus Moskau, wo er mit Charme und Sex die Russin Tatiana Romanova „umdreht“, das heißt für die Mitarbeit auf britischer Seite gewinnt.
Weiteres bekanntes Beispiel ist die britische Fernsehserie Mit Schirm, Charme und Melone, wo Agentin Emma Peel des Öfteren ihre Reize zum Erreichen nachrichtendienstlicher Ziele einsetzt.
Neben Spionageromanen und -filmen wie James Bond und Dame, König, As, Spion, bei denen Sexpionage als Plotelement eine gewisse Rolle spielt, wird bei Satiren und Parodien auf solche Werke das sexuelle Element deutlich prominenter. Bekanntes Beispiel sind die James-Bond-Parodien um Austin Powers.
Daneben gab es vor allem in den 1960er und 1970er Jahren eine Gruppe von Romanreihen, oft als Pastiche auf James Bond oder die Fernsehserie Solo für O.N.C.E.L., bei denen das sexuelle Element der Sexpionage exploitativ genutzt wurde, das heißt, es handelte sich um als Agentenroman verkleidete Softpornos, typischerweise unter Pseudonym von routinierten Vielschreibern verfasst. In diesem Genre besonders aktive Autoren waren Michael Avallone, Paul W. Fairman und Gardner Fox. Beispiele solcher Romanreihen sind namentlich:
- Ted Mark (d. i. Theodore Mark Gottfried): The Man from O.R.G.Y. (15 Bde., 1965–1981)
- Troy Conway (Sammelpseudonym von Michael Avallone, Johannes L. Bouma, Gardner Fox, Charles E. Fritch und Paul J. Gilette): The Coxeman (34 Bde., 1967–1973)
- F. W. Paul (d. i. Paul W. Fairman): The Man from S.T.U.D. (11 Bde., 1968–1971)
- Rod Gray (d. i. Gardner Fox): The Lady from L.U.S.T. (25 Bde., 1968–1975)
- Glen Chase (Sammelpseudonym von Gardner Fox, Rochelle Larkin und Leonard Levison): Cherry Delight: The Sexecutioner (29 Bde., 1972–1977)
- Paul Kenyon (d. i. Lyle Kenyon Engle): The Baroness (8 Bde., 1974)